# Armoriale dei comuni del Loiret
Questa pagina contiene le armi (stemma e blasonatura) dei comuni del dipartimento del Loiret.

## A
| Stemma | Nome del comune e blasonatura |
| ------ | --- |
|        | Adon Tranché : au premier d'azur au buste de reine couronné d'or, au second d'or aux trois cors contournés d'azur ordonnés en orle (trinciato: nel 1º d'azzurro, al busto di regina coronato d'oro; nel 2º d'oro, a tre corni rivoltati d'azzurro posti in orlo) |
|        | Aillant-sur-Milleron D’or à l'aigle de gueules surmontée d'une double jumelle potencée et contre-potencée de sable ; à la champagne d'azur (Adottato il 1º luglio 2010) |
|        | Amilly Au premier, d'argent à l'aigle bicéphale de sable; au deuxième, de gueules au lion d'argent; au troisième, d'azur à la fasce accompagnée de trois canettes rangées en chef et d'une roue de moulin en pointe, tous d'argent ; au quatrième de gueules à trois harpons aussi d'argent (inquartato: nel 1º d'argento, all'aquila bicipite di nero; nel 2º di rosso, al leone d'argento; nel 3º d'azzurro, alla fascia accompagnata da tre anatre ordinate in capo e da una ruota da mulino in punta, il tutto d'argento; nel 4º di rosso, a tre arpioni pure d'argento) |
|        | Ardon D’azur au lion d'or surmonté de trois étoiles d'argent rangées en chef; senestré d'or à la clé d'azur (D'azzurro, al leone d'oro, accompagnato in capo da tre stelle d'argento, ordinate in fascia, sinistrato d'oro, alla chiave d'azzurro) |
|        | Artenay D'azur à un mouton passant d'argent, au chef cousu de gueules chargé de trois gerbes de blé d'or (d'azzurro, al montone passante d'argento; al capo cucito di rosso, caricato di tre covoni di grano d'oro) |
|        | Aschères-le-Marché De gueules à la fasce échiquetée d'argent et d'azur de trois tires, accompagnée en chef de deux abeilles d'or et en pointe d'une gerbe de blé du même (di rosso, alla fascia scaccata d'argento e d'azzurro di tre tiri, accompagnata in capo da due api d'oro e in punta da un covone di grano dello stesso) |
|        | Ascoux De gueules au cheval cabré d'hermines, au chef d’or chargé de deux massues de gueules posées en sautoir accostées de deux tourteaux de même (Di rosso, al cavallo spaventato di armellino; al capo d'oro, caricato di due mazze di rosso, poste in decusse, accostate da due torte dello stesso) |
|        | Attray D’or à l’aigle bicéphale de gueules, tenant de ses serres une chaîne de sable; au chef d’azur chargé d’un soleil d’or accosté de deux gerbes de blé du même (adottato l’8 gennaio 2013) |
|        | Augerville-la-Rivière Parti : au premier d'azur aux deux coquilles d'or l'une sur l'autre, au second d'azur aux trois bandes d'or et au cœur de gueules brochant sur le tout (partito: nel 1º d'azzurro, a due conchiglie d'oro, l'una sull'altra; nel 2º d'azzurro, a tre bande d'oro, al cuore di rosso attraversante sul tutto) |
|        | Aulnay-la-Rivière Parti : au premier d'argent aux deux aulnes de sinople l'un sur l'autre, au second de sable au lion d'argent (partito: nel 1º d'argento, a due ontani di verde, l'uno sull'altro; nel 2º di nero, al leone d'argento) |
|        | Autruy-sur-Juine Parti: au 1er de gueules à six besants (annelets) d'or ordonnés 3, 2 et 1, au 2e d'or à trois marteaux de gueules (-) |
|        | Autry-le-Châtel D'argent au chevron de gueules accompagné, en pointe, d'un lion du même, au chef bastillé d'azur chargé de deux étoiles d'or (d'argento, allo scaglione di rosso, accompagnato in punta da un leone dello stesso; al capo merlato d'azzurro, caricato di due stelle d'oro) |
|        | Auvilliers-en-Gâtinais De gueules au sautoir d'or cantonné au premier et au quatrième d'un écusson d'argent, et au second et au troisième d'un gril d'or en forme de losange, le manche vers le chef (Di rosso, alla croce di Sant'Andrea d'oro, accantonata in punta e in capo da uno scudetto d'argento, e nei fianchi da una graticola a forma di losanga dello stesso.) |
|        | Auxy D'argent au chevron de gueules accompagné de trois coquilles de sable. (D'argento, allo scaglione di rosso, accompagnato da tre conchiglie di nero.) |

| Mancano informazioni per i seguenti comuni: Andonville, Audeville |

## B
| Stemma | Nome del comune e blasonatura |
| ------ | --- |
|        | Batilly-en-Gâtinais De gueules à la crosse abbatiale d'or, à la bordure crénelée du même (di rosso, al pastorale da abate d'oro; alla bordura merlata dello stesso) |
|        | Bazoches-les-Gallerandes D'or au chien braque arrêté de sable, au chef d'azur chargé d'une fleur de lys du champ accostée de deux roses d'argent (d'oro, al bracco fermo di nero; al capo d'azzurro caricato di un giglio del campo accostato da due rose d'argento) |
|        | Bazoches-sur-le-Betz D'azur au chevron d'or abaissé et à une fasce ondée d'argent, accompagné en chef de deux gerbes de blé d'or séparées d'une fleur de lys de même, et en pointe d'un chêne d'argent. (D'azzurro, allo scaglione abbassato d'oro e alla fascia ondata d'argento, accompagnati in capo da due covoni di grano d'oro, separati da un giglio dello stesso, e in punta da una quercia d'argento.) |
|        | Beauchamps-sur-Huillard D'or, à la croix d'azur chargée d'un lion d'or et cantonnée au 1er et 2e canton d'un écusson de gueules et au 3e et 4e canton d'une coquille de même. (D'oro, alla croce di azzurro, caricata di un leone d'oro, accantonata nel 1º e 2º cantone da uno scudetto di rosso e nel 3° e 4° da una conchiglia dello stesso.)                                                                |
|        | Beaugency Fascé de six pièces d'or et d'azur, au semis de fleurs de lys de l'un en l'autre (fasciato di sei pezzi d'oro e d'azzurro, seminato di gigli dell'uno all'altro) |
|        | Beaulieu-sur-Loire D'azur aux deux colombes affrontées d'argent surmontées d'une fleur de lys d'or (d'azzurro, a due colombe affrontate d'argento, sormontate da un giglio d'oro) |
|        | Beaune-la-Rolande D'argent à la quintefeuille de gueules (d'argento, alla cinquefoglie di rosso) |
|        | Bellegarde Écartelé : au premier et au quatrième de gueules aux trois chevrons d'argent, accompagnés de trois étoiles du même posées 2,1, au deuxième et au troisième d'azur à la cloche d'argent (inquartato: nel 1º e 4º di rosso, a tre scaglioni d'argento, accompagnati da tre stelle dello stesso poste 2, 1; nel 2º e 3º d'azzurro, alla campana d'argento)                                              |
|        | Boësses D'argent à la fasce de gueules chargée de trois annelets d'or, accompagnée en pointe d'un feu de cinq flammes de gueules (d'argento, alla fascia di rosso, caricata di tre anelletti d'oro, accompagnata in punta da un fuoco di cinque fiamme di rosso) |
|        | Boiscommun D'azur à un chêne terrassé au naturel et sommé d'un corbeau de sable, accompagné de six fleurs de lis d'or, quatre en chef, une à dextre et une à sénestre (d'azzurro, alla quercia terrazzata al naturale e cimata da un corvo di nero, accompagnata da sei gigli d'oro, quattro in capo, uno a destra e uno a sinistra)                                                                            |
|        | Boismorand De sinople au daim saillant d'argent ramé et onglé d'or, à la bordure du même chargée de six tourteaux d'azur ordonnés deux, deux et deux (di verde, al daino saliente d'argento, ramoso e unghiato d'oro; alla bordura dello stesso, caricata di sei torte d'azzurro ordinate due, due e due) |
|        | Boisseaux D'argent semé de rameaux de buis de sinople, au chevron de gueules chargé de trois croissants de lune du champ brochant sur le tout (d'argento seminato di rami di bosso di verde, allo scaglione di rosso, caricato di tre crescenti del campo, attraversante sul tutto) |
|        | Bonny-sur-Loire D'hermine à trois bandes de gueules chargées de coquilles d'or, cinq sur la bande centrale, trois sur chacune des deux autres. (d'armellino, a tre bande di rosso, caricate di conchiglie d'oro, cinque sulla banda centrale, tre su ciascuna delle altre due.) |
|        | Bordeaux-en-Gâtinais D'azur semé d'épis de blé d'or, parti d'or semé de roseaux de sable, à l'écusson d'or à trois pointes renversées d'azur brochant sur le tout. (-) |
|        | Bouilly-en-Gâtinais D'argent fretté d’azur de six pièces, les claires-voies centrales chargées de quatre roses de gueules. (-) |
|        | Boulay-les-Barres Tranché : au premier d'argent aux trois bouleaux de sinople ordonnés deux et un, au second barré d'or et d'azur. (trinciato: nel 1º d'argento, a tre betulle di verde ordinate due e uno; nel 2º sbarrato d'oro e d'azzurro) |
|        | Boynes D'or, à la bande d'azur chargée de deux quintefeuilles d'or et d'une merlette du même en pointe, accompagnée de deux fleurs de crocus de gueules. (D'oro, alla banda d'azzurro, caricata di due cinquefoglie d'oro e di un merlotto dello stesso in punta, accompagnata da due fiori di croco di rosso)                                                                                                  |
|        | Briare De gueules à trois fasces ondées d'argent (di rosso, a tre fasce ondate d'argento) |
|        | Briarres-sur-Essonne D'azur à un pont d'argent maçonné de sable de trois arches, posé sur des ondes aussi d'argent mouvant de la pointe, au chef du même chargé de trois roues de moulin de sable (d'azzurro, al ponte d'argento, murato di nero, di tre archi, posato su onde pure d'argento moventi dalla punta; al capo dello stesso, caricato di tre ruote da mulino di nero)                               |
|        | Bromeilles Parti : au premier gironné d'argent et de gueules, au second de sable au loup ravissant d'argent (partito: nel 1° gheronato d'argento e di rosso; nel 2° di nero, al lupo rapace d'argento) |
|        | Bucy-le-Roi D'azur à l'escarboucle d'or de 8 rais, au chef cousu de gueules. (-) |

| Mancano informazioni per i seguenti comuni: Baccon, Le Bardon, Barville-en-Gâtinais, Batilly-en-Puisaye, Baule, Le Bignon-Mirabeau, Boigny-sur-Bionne, Bondaroy, Bonnée, Les Bordes, Bou, Bougy-lez-Neuville, Bouzonville-aux-Bois, Bouzy-la-Forêt, Bray-en-Val, Breteau, Bricy, Labrosse, Bucy-Saint-Liphard, La Bussière |

## C
| Stemma | Nome del comune e blasonatura |
| ------ | --- |
|        | Cepoy De gueules à un chevron d'or accompagné de trois trèfles du même. (Di rosso, allo scaglione d'oro, accompagnato da tre trifogli dello stesso.) |
|        | Cerdon-du-Loiret Coupé émanché; au un, d'argent à un dragon ailé issant de gueules; au deux, d'azur chargé de trois molettes d'or (troncato inchiavato: nel 1º d'argento, al drago alato nascente di rosso; nel 2º d'azzurro, caricato di tre rotelle di sperone d'oro) |
|        | Cernoy-en-Berry Blasonnement : D'or à trois feuilles d'érable de sinople rangées en pal entre deux doubles vergettes potencées et contre-potencées de sable.. (-) |
|        | Châlette-sur-Loing Écartelé : au premier, d'azur au lion d'or; au deuxième, de gueules à un arbre arraché de sinople (à enquerre) ; au troisième, de gueules à deux bars adossés d'argent; au quatrième, d'or à une onde d'azur sommée d'une roue de moulin de sable (Inquartato: nel 1º d'azzurro, al leone d'oro; nel 2º di rosso, all'albero sradicato di verde; nel 3º di rosso, a due barbi addossati d'argento; nel 4º d'oro, all'onda d'azzurro, cimata da una ruota di mulino di nero.) |
|        | Chanteau D'or à la barre de tenné chargée de trois feuilles de chêne de sinople pétiolées et nervurées d'argent, deux cordelières du même brochant sur les traits de la barre, celle du chef nouée de deux pièces et celle de la pointe de trois, le tout accompagné, en chef, d'une demi-ramure aussi d'argent, en pointe, de trois épis de blé du même liés aussi de sable (d'oro, alla sbarra di tanné caricata di tre foglie di quercia di verde, gambuta e nervata d'argento, a due cordelliere dello stesso attraversanti sui tratti della sbarra, quella in capo annodata di due pezzi e quella in punta di tre, il tutto accompagnato in capo da un ramo di cervo pure d'argento e in punta da tre spighe di grano dello stesso legate pure di nero) |
|        | Chantecoq D'or à un coq de gueules cantonné de quatre tourteaux du même (d'oro, al gallo di rosso, accantonato da quattro torte dello stesso) |
|        | La Chapelle-Saint-Mesmin D'azur à la croix componée d'argent et de gueules de neuf pièces, cantonnée de quatre fleurs de lys d'or (d'azzurro, alla croce composta d'argento e di rosso di nove pezzi, accantonata da quattro gigli d'oro) |
|        | Chapelon D'azur au sautoir d'or cantonné, en chef, d'un soleil non figuré de seize rais flambloyants du même, aux flancs, de deux écussons d'argent et, en pointe, d'un héliotrope tigé et feuillé aussi d'or (d'azzurro, al decusse d'oro, accantonato, in capo da un sole non figurato di sedici raggi fiammeggianti dello stesso, nei fianchi da due scudetti d'argento e, in punta da un eliotropo fustato e fogliato pure d'oro) |
|        | Charsonville D'argent à une quintefeuille de sable accompagnée de huit tourteaux de gueules mis en orle (d'argento, alla cinquefoglie di nero, accompagnata da otto torte di rosso poste in orlo) |
|        | Châteauneuf-sur-Loire D'argent à trois lézards de sinople (d'argento, a tre lucertole di verde) |
|        | Château-Renard De gueules à un château donjonné d'argent, maçonné de sable, soutenu d'un renard d'or, au chef cousu d'azur chargé de trois fleurs de lys aussi d'or (di rosso, al castello torricellato d'argento, murato di nero, sostenuto da una volpe d'oro; al capo cucito d'azzurro, caricato di tre gigli pure d'oro) |
|        | Châtillon-Coligny De gueules à une aigle d'argent becquée et couronnée d'azur, membrée et lampassée d'or (di rosso, all'aquila d'argento rostrata e coronata d'azzurro, membrata e linguata d'oro) |
|        | Châtillon-le-Roi Fascé ondé enté d'argent et de gueules au pal de sable chargé d'une fleur de lys aussi d'argent brochant sur le tout (fasciato ondato innestato d'argento e di rosso, al palo di nero, caricato di un giglio pure d'argento, attraversante sul tutto) |
|        | Châtillon-sur-Loire D'azur à un dextrochère de carnation, mouvant du flanc senestre, vêtu d'une manche monacale au naturel, tenant une crosse d'or entortillée d'une branche de lierre d'argent, accompagnée à dextre d'une fleur de lys aussi d'or et à senestre d'un château de trois tours du même (d'azzurro, al destrocherio di carnagione, movente dal fianco sinistro, vestito di una manica da monaco al naturale, tenente un pastorale d'oro avviluppato da un ramo di edera d'argento, accompagnato a destra da un giglio pure d'oro e a sinistra da un castello di tre torri dello stesso) |
|        | Chécy D'azur à une nef à la voile gonflée d'argent voguant sur une mer du même, au chef cousu de gueules chargé d'une tour d'or maçonnée de sable, l'écu surmonté d'une couronne murale d'argent maçonnée de sable doublée de gueules, entouré de deux branches de chêne de sinople fruitées d'or (d'azzurro, alla nave, con la vela piena di vento, d'argento navigante su un mare dello stesso; al capo cucito di rosso, caricato di una torre d'oro murata di nero; lo scudo sormontato da una corona murale d'argento murata di nero, foderata di rosso, e circondato da due rami di quercia di verde fruttati d'oro) |
|        | Chevillon-sur-Huillard Parti d'or et de gueules à la fleur de lys brochant sur la partition soutenue, à dextre, d'un tourteau et, à senestre, d'un croissant, le tout de l'un en l'autre (partito d'oro e di rosso, al giglio attraversante sulla partizione, sostenuto a destra da una torta e a sinistra da un crescente, il tutto dell'uno nell'altro) |
|        | Chevilly Taillé : au premier d'azur à l'arbre arraché d'or, au second de gueules à la gerbe de blé d'or ; à la cotice en barre de sinople brochant sur la partition (tagliato: nel 1º d'azzurro, all'albero sradicato d'oro; nel 2º di rosso, al covone dio grano d'oro; alla cotissa in sbarra di verde attraversante sulla partizione) |
|        | Chilleurs-aux-Bois D'azur à un châtelet couvert d'argent, ouvert du champ et girouetté d'or, surmonté en chef d'une fleur de lys d'or accostée de deux roses d'argent (d'azzurro, al castelletto coperto d'argento, aperto del campo e banderuolato d'oro, sormontato in capo da un giglio d'oro accostato da due rose d'argento) |
|        | Les Choux De sinople à la chouette contournée d'argent allumée, becquée et armée d'or, adextrée d'un pal du même chargé d'un pal d'azur surchargé de deux feuilles de chêne aussi d'or l'une sur l'autre (di verde, alla civetta rivoltata d'argento, illuminata, imbeccata e armata d'oro, addestrata da un palo dello stesso caricato di un palo d'azzurro sovraccaricato da due foglie di quercia pure d'oro poste l'una sull'altra) |
|        | Chuelles Écartelé : au premier et au quatrième d'or aux trois étoiles de quatre rais de gueules posées et rangées en barre, au deuxième de sinople au baril couché d'argent, au troisième de sinople au mouton arrêté d'argent (inquartato: nel 1º e 4º d'oro, a tre stelle di quattro raggi di rosso poste o ordinate in sbarra; nel 2º di verde, al barile coricato d'argento; nel 3º di verde, al montone fermo d'argento) |
|        | Cléry-Saint-André D'azur à la barre cousue de gueules chargée de trois coquilles renversées d'or posées en bande et de deux fleurs de lys du même posées en bande entre les coquilles, accompagnée, en chef, d'un bouquet de roseaux de cinq pièces aussi d'or tigés et feuillés d'argent sur une onde alésée du même et, en pointe, d'une grappe de raisin aussi de gueules tigée d'or (d'azzurro, alla sbarra cucita di rosso, caricata di tre conchiglie rovesciate d'oro, poste in banda e da due gigli dello stesso posti in banda tra le conchiglie, accompagnata in capo da un mazzo di rose di cinque pezzi pure d'oro, fustate e fogliate d'argento su un'onda scorciata dello stesso, e in punta da un grappolo d'uva pure di rosso gambuto d'oro) |
|        | Combreux D'azur fretté d'or, au chef voûté d'or chargé de trois falots allumés de gueules. (D'azzurro, cancellato d'oro; al capo curvato d'oro, caricato di tre lanterne accese di rosso.) |
|        | Conflans-sur-Loing D'or au pairle d'azur accosté de deux croisettes ancrées de gueules (D'oro, alla pergola d'azzurro, accostata da due crocette ancorate di rosso.) |
|        | Coulmiers D'azur à la fasce nébulée d'argent surmontée d'une colombe du même, accompagnée en pointe d'une couronne de laurier d'or. (D'azzurro, alla fascia nebulosa d'argento, sormontata da una colomba dello stesso, accompagnata in punta da una corona di alloro d'oro.) |
|        | Courcy-aux-Loges Écartelé, au 1 d'or à la feuille de chêne de sinople, au 2 d'azur à la fleur de lys d'or, au 3 d'azur à la gerbe de blé d'or, au 4 d'or au fer de pique de sinople. (Inquartato: nel 1º d'oro, alla foglia di quercia di verde; nel 2º d'azzurro, al giglio d'oro; nel 3º d'azzurro, al covone di grano d'oro; nel 4º d'oro, al ferro di lancia di verde.) |
|        | Courtemaux D'azur à la barre d'argent accompagnée, en chef, de trois besants d'or ordonnées 2 et 1 et, en pointe, de deux clefs passées en sautoir, celle en bande d'argent et celle en barre d'or, surmontées d'une fleurs de lys aussi d'argent. (D'azzurro, alla sbarra d'argento, accompagnata, in capo, da tre bisanti d'oro ordinati 2 e 1 e, in punta, da due chiavi passate in decusse, quella in banda d'argento e quella in sbarra d'oro, sormontate da un giglio pure d'argento.) |
|        | Courtenay D'or à trois tourteaux de gueules (d'oro, a tre torte di rosso) |
|        | Courtempierre D'or semé de roseaux de sable, à la barre d’azur et au chef de gueules chargé de trois épis de blé d’or. (D'oro, seminato di canne di palude di nero, alla sbarra d'azzurro; al capo di rosso, caricato di tre spighe di grano d'oro.) |
|        | Crottes-en-Pithiverais Taillé au 1 d'azur à la torche d’or, au 2 d'or à la feuille de tilleul de sinople. (Tagliato: nel primo d'azzurro, alla torcia d'oro; nel secondo d'oro, alla foglia di tiglio di verde.) |

| Mancano informazioni per i seguenti comuni: Cercottes, Césarville-Dossainville, Chailly-en-Gâtinais, Chaingy, Chambon-la-Forêt, Champoulet, La Chapelle-Onzerain, La Chapelle-Saint-Sépulcre, La Chapelle-sur-Aveyron, Le Charme, Charmont-en-Beauce, Châtenoy, Chaussy, Chevannes, Chevry-sous-le-Bignon, Coinces, Combleux, Corbeilles, Corquilleroy, Cortrat, Coudray, Coudroy, Coullons, Courcelles, La Cour-Marigny, Cravant |

## D
| Stemma | Nome del comune e blasonatura |
| ------ | --- |
|        | Dampierre-en-Burly De gueules à un mouton contourné d'argent passant sur une terrasse burelée ondée d'azur et d'or de quatre pièces, au chef d'or chargé de trois arbres arrachés de sinople (di rosso, al montone rivoltato d'argento, passante su una terrazza fasciata ondata d'azzurro e d'oro di quattro pezzi; al capo d'oro caricato di tre alberi sradicati di verde) |
|        | Darvoy D'or aux deux fasces de gueules, à la bordure d'azur (d'oro a due fasce di rosso; alla bordura d'azzurro) |
|        | Desmonts D'argent au chevron de sable accompagné en chef de deux alérions d'azur et en pointe de trois tourteaux de gueules mal ordonnés (d'argento, allo scaglione di nero, accompagnato in capo da due alerioni d'azzurro e in punta da tre torte di rosso male ordinate) |
|        | Dimancheville De gueules aux trois fermaux carrés d'argent mal ordonnés, au chef émanché de cinq pointes du même (di rosso, a tre fibbie quadrate d'argento male ordinate; al capo inchiavato di cinque pezzi dello stesso) Incongruenza tra disegno e blasonatura: le fibbie del disegno sono rotonde e non quadrate. |
|        | Donnery D'argent aux deux chevrons d'azur (d'argento, a due scaglioni d'azzurro) |
|        | Dordives Écartelé d'azur et de gueules : au premier à une crosse épiscopale issante, au deuxième à la croix ancrée, au troisième à trois fleurs de lys, au quatrième à un pampre de vigne, tous d'argent (inquartato d'azzurro e di rosso: nel 1º a un pastorale uscente; nel 2º alla croce ancorata; nel 3º a tre gigli; nel 4º a un pampino di vite, il tutto d'argento) |
|        | Douchy Écartelé : au premier parti d'argent et de sable à la croix alésée pattée de gueules brochante, au deuxième de sinople à une gerbe de blé d'or, au troisième d'or à une tour couverte d'azur, ouverte du champ, sur une terrasse d'argent, au quatrième de gueules au lion d'argent (inquartato: nel 1º partito d'argento e di nero, alla croce patente scorciata di rosso attraversante; nel 2º di verde, al covone di grano d'oro; nel 3º d'oro, alla torre coperta d'azzurro, aperta del campo, su una terrazza d'argento; nel 4º di rosso, al leone d'argento) |

| Mancano informazioni per i seguenti comuni: Dadonville, Dammarie-en-Puisaye, Dammarie-sur-Loing, Dry |

## E
| Stemma | Nome del comune e blasonatura |
| ------ | --- |
|        | Échilleuses Parti d'argent aux trois bandes d'azur et de gueules à la demi-aigle d'or issant du parti (partito d'argento, a tre bande d'azzurro, e di rosso, alla mezz'aquila d'oro uscente dalla partizione) |
|        | Engenville D'argent à la croix ancrée d'azur, le champ chapé d'azur, chargé de deux gerbes d'or (d'argento, alla croce ancorata d'azzurro, mantellato d'azzurro, caricato di due covoni d'oro)                |

| Mancano informazioni sui comuni seguenti: Égry, Épieds-en-Beauce, Erceville, Ervauville, Escrennes, Escrignelles, Estouy |

## F
| Stemma | Nome del comune e blasonatura |
| ------ | --- |
|        | Ferrières-en-Gâtinais D'azur à deux clefs passées en sautoir, celle en bande d'argent brochant sur celle en barre d'or, accompagnées en chef et en pointe de deux fleurs de lys du même, à senestre d'une étoile du même et à dextre d'un croissant contourné aussi d'argent (d'azzurro, a due chiavi passate in decusse, quella in banda d'argento attraversante su quella in sbarra d'oro, accompagnate in capo e in punta da due gigli dello stesso, a sinistra da una stella dello stesso e a destra da un crescente rivoltato pure d'argento) |
|        | La Ferté-Saint-Aubin D'azur à une porte monumentale d'argent aux toits et aux battants de gueules surchargés d'une tête de cerf d'or surmontée d'une fleur de lys du même, le tout accompagné de six quintefeuilles d'argent (2-2-2) (d'azzurro, alla porta monumentale d'argento, con i tetti e i battenti di rosso sovraccaricati da una testa di cervo d'oro, sormontata da un giglio dello stesso, il tutto accompagnato da sei cinquefoglie d'argento (2, 2, 2))                                                                              |
|        | Fleury-les-Aubrais Palé de sinople et de gueules, au chef cousu d'azur chargé de trois fleurs de lys d'or et d'un lambel d'argent (palato di verde e di rosso; al capo cucito d'azzurro, caricato di tre gigli d'oro e da un lambello d'argento) |

| Mancano informazioni sui comuni seguenti: Faverelles, Fay-aux-Loges, Feins-en-Gâtinais, Férolles, Fontenay-sur-Loing, Foucherolles, Fréville-du-Gâtinais |

## G
| Stemma | Nome del comune e blasonatura |
| ------ | --- |
|        | Gaubertin De gueules au sautoir gironné de seize pièces d'argent et de sable, accosté de deux besants d'or et accompagné de fleurs de lys du même, posées une en chef, une pointe (di rosso, al decusse gheronato di sedici pezzi d'argento e di nero, accostato da due bisanti d'oro e accompagnato da due gigli dello stesso, posti l'uno in capo e l'altro in punta) |
|        | Germigny-des-Prés Losangé d'azur et d'or au chef voûté d'argent chargé d'une croisette de gueules accostée de deux roses du même (losangato d'oro e d'azzurro, al capo curvato d'argento, caricato di una crocetta di rosso accostata da due rose dello stesso) |
|        | Gidy D'azur au pont de deux arches d'argent, ouvert du même, maçonné de sable, sur une rivière aussi d'azur mouvant de la pointe, sommé d'une église aussi d'argent mouvant du flanc senestre, surmonté d'un pampre de vigne, mouvant en bande de l'angle dextre du chef, tigé et feuillé de sinople, fruité de pourpre et d'une cotice en barre brochante d'argent haussée à dextre, chargée d'un épi de blé soudé d'or, à la filière cousue aussi de sinople (d'azzurro, al ponte di due archi d'argento, aperto dello stesso, murato di nero, su un fiume pure d'azzurro movente dalla punta, cimato da una chiesa pure d'argento movente dal fianco sinistro, sormontato da un pampino di vite, movente in banda dall'angolo destro del capo, fustato e fogliato di verde, fruttato di porpora, e da una cotissa in sbarra attraversante d'argento, alzata a destra, caricata da una spiga di grano saldata d'oro; alla filiera cucita pure di verde) |
|        | Gien D'azur au château d'argent à trois tours crènelées, maçonné de sable ouvert et ajouré du champ (d'azzurro, al castello d'argento di tre torri merlate, murato di nero, aperto e finestrato del campo) |
|        | Grangermont De gueules à un dragon d'or, chapé du même (di rosso al drago d'oro, mantellato dello stesso) |
|        | Greneville-en-Beauce Taillé : au premier de gueules plain, au second d'argent semé de fers de lance de gueules ; à la gerbe de blé d'or brochant en cœur sur le tout (tagliato: nel 1º di rosso pieno; nel 2º d'argento seminato di ferri di lancia di rosso; al covone di grano d'oro attraversante in cuore sul tutto) alias: Tranché de gueules et d'argent semé de fers de lance de gueules, sur le tout une gerbe de blé d'or (trinciato di rosso e d'argento seminato di ferri di lancia di rosso; sul tutto un covone di grano d'oro) |
|        | Guilly D'azur au sautoir d'argent chargé d'une rose de gueules, accosté de deux crosses affrontées d'or (d'azzurro, al decusse d'argento caricato da una rosa di rosso, accostato da due pastorali affrontati d'oro) |
|        | Gy-les-Nonains D'azur à la divise d'argent côtoyée de deux triangles ondées du même, à l'écusson de sinople, brochant en abîme, à la fasce d'argent chargée d'un cœur de gueules, le tout surmonté d'un pont droit de trois arches d'or maçonné de sable mouvant des flancs, soutenu d'une roue de moulin de huit auges et de huit rayons du même remplie d'argent à dextre, de trois peupliers aussi d'or rangés en barre à senestre et de trois épis du même en pal et en chevron renversé au point de la pointe (d'azzurro, alla divisa d'argento accostata da due trangle ondate dello stesso, allo scudetto di verde, attraversante in abisso, alla fascia d'argento caricata da un cuore di rosso, il tutto sormontato da un ponte diritto di tre archi d'oro, murato di nero, movente dai fianchi, e sostenuto da una ruota di mulino a otto vaschette e otto raggi dello stesso, ripiena d'argento, a destra, da tre pioppi pure d'oro, ordinati in sbarra, a sinistra e da tre spighe dello stesso in palo e in scaglione rovesciato nel punto della punta) |

| Mancano informazioni sui comuni seguenti: Gémigny, Girolles, Givraines, Gondreville, Griselles, Guigneville |

## H
| Mancano informazioni sui comuni seguenti: Huêtre, Huisseau-sur-Mauves |

## I
| Stemma | Nome del comune e blasonatura |
| ------ | --- |
|        | Ingré Écartelé au premier de gueules à une gerbe d'or liée de même ; au deuxième d'or à deux ceps de vigne de sinople passés en sautoir fruités de pourpre ; au troisième d'or à un pommier arraché de sinople fruité du champ ; au quatrième de gueules à une lyre d'or (inquartato: nel 1º di rosso, al covone d'oro legato dello stesso; nel 2º d'oro, a due tralci di vite di verde passati in decusse e fruttati di porpora; nel 3º d'oro, al melo sradicato di verde fruttato del campo; nel 4º di rosso, alla lira d'oro) |
|        | Isdes Coupé d'or semé de molettes de sable et d'azur au lion léopardé d'or (troncato d'oro, seminato di rotelle di sperone di nero, e d'azzurro, al leone illeopardito d'oro) Incongruenza tra disegno e blasonatura: il disegno rappresenta un leopardo e non un leone illeopardito. |

| Mancano informazioni sui comuni seguenti: Ingrannes, Intville-la-Guétard |

## J
| Stemma | Nome del comune e blasonatura |
| ------ | --- |
|        | Jargeau De gueules à trois annelets d'argent, au chef cousu d'azur chargé de trois fleurs de lys d'or (di rosso, a tre anelletti d'argento; al capo cucito d'azzurro, caricato di tre gigli d'oro) |
|        | Jouy-en-Pithiverais Gironné de gueules et d’argent, à la gerbe d’or liée aussi de gueules brochant en abîme ; à la bordure d’or chargée de huit annelets de gueules (gheronato di rosso e d'argento, al covone di grano d'oro legato di rosso attraversante in abisso; alla bordura d'oro caricata di otto anelletti di rosso. Adottato il 1º luglio 2010) |
|        | Jouy-le-Potier D'azur au chêne arraché englanté de sinople et fûté de sable, accosté de deux pots antiques au naturel, à la tierce ondée d'argent en pointe, au chef cousu de gueules chargé de deux poules d'eau affrontées aussi de sable accostant un rencontre de cerf d'or brochant sur le trait du chef. (d'azzurro, alla quercia sradicata ghiandifera di verde e fustata di nero, accostata da due vasi antichi al naturale, alla terza ondata d'argento in punta; al capo cucito di rosso, caricato di due gallinelle d'acqua affrontate pure di nero, accostanti un riscontro di cervo d'oro attraversante sul tratto del capo) Motto: Sylvis increscit et undis ("Cresce tra le foreste e le onde") |
|        | Juranville D'azur au pal d'argent chargé de 3 alérions de sable, accompagné à dextre d'un croissant d'argent et à senestre d'un besant d'or (d'azzurro al palo d'argento caricato di tre alerioni di nero, accompagnato a destra da un crescente montante d'argento e a sinistra da un bisante d'oro) (adottato il 23 gennaio 2001) |

## L
| Stemma | Nome del comune e blasonatura |
| ------ | --- |
|        | Laas Écartelé : au premier d'or aux trois fers de lance de sable, au deuxième et au troisième d'azur à la gerbe de blé d'or, au quatrième d'or aux trois molettes d'éperon de sable (inquartato: nel 1º d'oro, a tre ferri di lancia di nero; nel 2º e 3º d'azzurro, al covone d'oro; nel 4º d'oro, a tre rotelle di sperone di nero) |
|        | Ladon D'azur aux trois chevrons d'or accompagnés de trois étoiles du même (d'azzurro, a tre scaglioni d'oro, accompagnati da tre stelle dello stesso) |
|        | Langesse D'azur à l'église du lieu d'argent en demi-profil, l'abside à dextre, soutenue d'une divise ondée du même, au chef bastillé de trois pièces cousu de gueules chargé d'une croisette haussée aux extrémités pattées et au pied fiché d'or accostée de deux gardons adossés aussi d'argent (d'azzurro, alla chiesa del luogo d'argento posta in mezzo profilo, l'abside a destra, sostenuta da una divisa ondata dello stesso; al capo merlato di tre pezzi, cucito di rosso, caricato di una crocetta alzata con le estremità patenti e il piede fitto d'oro, accostata da due lasche addossate, pure d'argento) |
|        | Ligny-le-Ribault De sinople à la barre cousue de gueules chargée d'une barre d'argent surchargée de l'inscription LIGNY-LE-RIBAULT en lettres capitales de sable, accompagnée, en chef, d'un ensemble de deux giroles et d'un cerf et, en pointe, d'une bonde d'étang et d'un épi de seigle en barre, le tout d'or rangé en deux barres, au chef cousu aussi de gueules chargé de deux lettres L et R capitales en écriture ronde aussi d'argent accostées de deux petits rameaux de chêne feuillés de quatre pièces du même posés en bande (di verde, alla sbarra cucita di rosso, caricata di una sbarra d'argento sovraccaricata dall'iscrizione LIGNY-LE-RIBAULT in lettere maiuscole di nero, accompagnata, in capo, dall'insieme di due finferli e da un cervo e, in punta, da uno scarico di stagno e da una spiga di segale in sbarra, il tutto d'oro, ordinato in due sbarre; al capo cucito pure di rosso, caricato di due lettere L e R maiuscole in scrittura rotonda pure d'argento, accostate da due piccoli ramoscelli di quercia fogliati di quattro pezzi dello stesso posti in banda) |
|        | Lion-en-Beauce D'or maçonné de sable à la tête de lion de gueules brochante, au chef bastillé d'azur chargé de trois gerbes de blé du champ (d'oro murato di nero, alla testa di leone di rosso attraversante; al capo merlato d'azzurro, caricato di tre covoni di grano del campo) |
|        | Lion-en-Sullias De gueules à la bande d'or chargée de trois molettes de sable accompagnée de deux têtes de lion d'or (di rosso, alla banda d'oro, caricata di tre rotelle di sperone di nero, accompagnata da due teste di leone d'oro) |
|        | Lorris D'azur à la lettre L capitale couronnée d'or, accompagnée de trois fleurs de lys du même et en chef d'un lambel d'argent (d'azzurro, alla lettera L maiuscola coronata d'oro, accompagnata da tre gigli dello stesso e in capo da un lambello d'argento) |
|        | Loury D'or à la fasce d'azur accompagnée de trois aigles de sable, deux et un (d'oro, alla fascia d'azzurro accompagnata da tre aquile di nero, due e uno) |

| Mancano informazioni sui comuni seguenti: Labrosse, Lailly-en-Val, Léouville, Ligny-le-Ribault, Lombreuil, Lorcy, Louzouer |

## M
| Stemma | Nome del comune e blasonatura |
| ------ | --- |
|        | Malesherbes De gueules à une tour d'argent posée sur un buisson de sinople, au chef cousu d'azur chargé d'une étoile d'or (di rosso, alla torre d'argento posata su un cespuglio di verde; al capo cucito d'azzurro caricato di una stella d'oro) |
|        | Mardié D'argent à la fasce de sinople chargée d'un fermail d'or, accompagnée de trois hures de sanglier de sable défendues du champ (d'argento, alla fascia di verde caricata di un fermaglio d'oro, accompagnata da tre grugni di cinghiale di nero difesi del campo) |
|        | Marigny-les-Usages Taillé : au premier de gueules au dieu Mars assis contourné, casqué, son bouclier posé et tenant sa lance en pal, le tout d'argent, au second de sinople aux trois fagots d'argent posés en fasce et rangés en pal (tagliato: nel 1º dio rosso, al dio Marte seduto e rivoltato, col capo coperto di un elmo, lo scudo poggiato a terra e tenente la lancia in palo, il tutto d'argento; nel 2º di verde a tre fascine d'argento, poste in fascia e ordinate in palo) |
|        | Meung-sur-Loire D'argent à trois roses de gueules tigées et feuillées de sinople (d'argento, a tre rose di rosso, gambute e fogliate di verde) |
|        | Mézières-en-Gâtinais Taillé crénelé d'or au tourteau de gueules et de gueules au besant d'or (tagliato merlato d'oro, alla torta di rosso, e di rosso, al bisante d'oro) |
|        | Mignerette Gironné de sable et d'argent de douze pièces à l'écusson d'azur au fer à cheval d'or brochant en abîme (gheronato di nero e d'argento di dodici pezzi, allo scudetto d'azzurro, al ferro di cavallo d'oro, attraversante in abisso) |
|        | Montargis D'azur, à la lettre capitale M couronnée d'or, cantonnée de trois fleurs de lys d'or, deux en chef et une en pointe, qui est accompagnée de la lettre d'or L à dextre et de la lettre de même F à sénestre (d'azzurro, alla lettera maiuscola M coronata d'oro, accantonata da tre gigli d'oro, due in capo e uno in punta, accompagnata dalla lettera d'oro L a destra e dalla lettera F, dello stesso, a sinistra) |
|        | Montcresson D'or au chevron d'azur, accompagné en chef de deux têtes de corbeau arrachées de sable et en pointe d'un lion léopardé de gueules (d'oro, allo scaglione d'azzurro, accompagnato in capo da due teste di corvo strappate di nero e in punta da un leone illeopardito di rosso) alias: D'or à la fasce d'azur accompagnée de deux têtes de corbeau de sable arrachées et d'un lion passant de gueules armé, lampassé, et vilainé d'azur (d'oro, alla fascia d'azzurro, accompagnata da due teste di corvo strappate di nero e da un leone passante di rosso, armato, lampassato e osceno d'azzurro) |
|        | Montcorbon De gueules au chevron d'argent, accompagné en chef de deux merlettes d'or et en pointe d'un rencontre de vache d'argent accorné d'or (di rosso, allo scaglione d'argento, accompagnato in capo da due melotti d'oro e in punta da un riscontro di vacca d'argento cornato d'oro) |
|        | Montereau D'azur à la croix d'or chargée d'une rose de gueules (d'azzurro, alla croce d'oro caricata di una rosa di rosso) |
|        | Montigny Fascé ondé enté d'argent et de gueules, au pal d'azur chargé d'une crosse d'or brochant sur le tout (fasciato ondato innestato d'argento e di rosso, al palo d'azzurro, caricato di un pastorale d'oro, attraversante sul tutto) |

| Mancano informazioni per i comuni seguenti: Mainvilliers, Manchecourt, Marcilly-en-Villette, Mareau-aux-Bois, Mareau-aux-Prés, Marsainvilliers, Melleroy, Ménestreau-en-Villette, Mérinville, Messas, Mézières-lez-Cléry, Mignères, Montbarrois, Montbouy, Montliard, Mormant-sur-Vernisson, Morville-en-Beauce, Le Moulinet-sur-Solin, Moulon |

## N
| Stemma | Nome del comune e blasonatura |
| ------ | --- |
|        | Nargis D'azur à la barre ondée entée accompagnée, en chef, d'une croisette ancrée et, en pointe, d'un croissant, le tout d'argent (d'azzurro, alla sbarra ondata innestata, accompagnata, in capo, da una crocetta ancorata e, in punta, da un crescente, il tutto d'argento)                                                        |
|        | Nesploy De gueules aux deux chevrons, le premier d'or, le second d'argent, accompagnés de deux quintefeuilles du même en chef et d'une fleur de lys aussi d'or en pointe (di rosso, a due scaglioni, il primo d'oro, il secondo d'argento, accompagnati da due cinquefoglie dello stesso in capo e da un giglio pure d'oro in punta) |
|        | Neuville-aux-Bois D'azur à une tour d'argent (d'azzurro, alla torre d'argento) |
|        | La Neuville-sur-Essonne D'azur au pairle d'argent accosté à dextre d'une crosse d'or et à senestre d'une clef contournée du même (d'azzurro, alla pergola d'argento, accostata a destra da un pastorale d'oro e a sinistra da una chiave rivoltata dello stesso)                                                                     |
|        | Nibelle Tranché d'argent et de gueules, à une bouelle et à un coq, de l'un en l'autre (trinciato d'argento e di rosso, a una brocca a forma di cane e un gallo, dell'uno nell'altro) |
|        | Noyers D'or au noyer de sinople senestré d'une roue de moulin de huit rais de sable, le tout sur une rivière d'azur mouvant de la pointe (d'oro, al noce di verde sinistrato da una ruota di mulino di otto raggi di nero, il tutto su un fiume d'azzurro movente dalla punta)                                                       |

| Mancano informazioni per i comuni seguenti: Nancray-sur-Rimarde, Nangeville, Neuvy-en-Sullias, Nevoy, Nogent-sur-Vernisson |

## O
| Stemma | Nome del comune e blasonatura |
| ------ | --- |
|        | Oison Écartelé : au premier et au quatrième de gueules au chevron d'argent, au deuxième échiqueté d'or et de gueules de cinq tires de quatre pièces, au troisième d'or à l'oie de sable (inquartato: nel 1º e 4º di rosso, allo scaglione d'argento; nel 2º scaccato d'oro e di rosso di cinque tiri di quattro pezzi; nel 3º d'oro, all'oca di nero)        |
|        | Olivet D'argent à la croix potencée cantonnée de quatre croisettes, le tout de gueules, chapé de sinople chargé de deux burèles ondées du champ (d'argento, alla croce potenziata accantonata da quattro crocette, il tutto di rosso, mantellato di verde caricato di due burelle ondate del campo)                                                          |
|        | Ondreville-sur-Essonne Coupé, au un de sable chargé d'un lion issant d'argent, au deux vairé d'or et d'azur (troncato: nel 1º di nero, al leone nascente d'argento; nel 2º vaiato d'oro e d'azzurro) |
|        | Orléans De gueules, à trois cailloux en cœur de lis d'argent, au chef cousu d'azur, chargé de trois fleurs de lis d'or Particolarità araldica: si trovano anche le blasonature: trois coeurs de Lys e trois tiercefeuilles renversées. (di rosso, a tre ciottoli a forma di cuore di giglio d'argento; al capo cucito d'azzurro caricato di tre gigli d'oro) |
|        | Orville Écartelé : au premier et au quatrième d'or à une roue de moulin de sable, au deuxième et au troisième de gueules plain (inquartato: nel 1º e 4º d'oro, alla ruota di mulino di nero; nel 2º e 3º di rosso pieno) |
|        | Outarville D'azur aux trois gerbes de blé d'or, liées de gueules (d'azzurro, a tre covoni di grano d'oro, legati di rosso) |
|        | Ouzouer-des-Champs D'or au lion contourné de gueules, au chef de sinople chargé d'une merlette du champ accostée de deux croisettes du même (d'oro, al leone rivoltato di rosso; al capo di verde, caricato di un merlotto del campo, accostato da due crocette dello stesso)                                                                                |
|        | Ouzouer-sous-Bellegarde De gueules aux trois fasces d'or, au coq d'argent brochant sur le tout (di rosso, a tre fasce d'oro, al gallo d'argento attraversante sul tutto) |
|        | Ouzouer-sur-Loire De sinople à la hure de sanglier d'argent, à la champagne ondée du même, au chef cousu d'azur chargé de trois étoiles aussi d'argent (di verde, al grugno di cinghiale d'argento, alla campagna ondata dello stesso; al capo cucito d'azzurro, caricato di tre stelle pure d'argento)                                                      |

| Pas d'information connue pour les communes suivantes: Ormes, Orveau-Bellesauve, Ousson-sur-Loire, Oussoy-en-Gâtinais, Ouvrouer-les-Champs, Ouzouer-sur-Trézée |

## P
| Stemma | Nome del comune e blasonatura |
| ------ | --- |
|        | Patay D'hermine à l'écusson de gueules, chargé d'une épée haute d'argent, garnie d'or, surmontée d'un lambel aussi d'argent, accompagnée à dextre d'un léopard aussi d'or et à senestre d'un cerf passant du même (d'armellino, allo scudetto di rosso, caricato di una spada alta d'argento, guarnita d'oro, sormontata da un lambello pure d'argento, accompagnata a destra da un leopardo pure d'oro e a sinistra da un cervo passante dello stesso) |
|        | Pithiviers D'azur à trois chardons, tigés et feuillés d'or, au chef cousu de gueules chargé d'une fleur de lys aussi d'or (d'azzurro, a tre cardi, gambuti e fogliati d'oro; al capo cucito di rosso caricato di un giglio pure d'oro) |
|        | Puiseaux D'azur à un rais d'escarboucle fleurdelysé d'or, gemmé de gueules (d'azzurro, al raggio di carbonchio fiordalisato d'oro, gemmato di rosso) |

| Mancano in formazioni sui comuni seguenti: Pannecières, Pannes, Paucourt, Pers-en-Gâtinais, Pierrefitte-ès-Bois, Pithiviers-le-Vieil, Poilly-lez-Gien, Préfontaines, Presnoy, Pressigny-les-Pins |

## Q
| Stemma | Nome del comune e blasonatura |
| ------ | --- |
|        | Quiers-sur-Bézonde D'argent à la bande ondée d'azur accompagnée, en chef, d'une roue de moulin de huit rais de sable et, en pointe, d'un coq contourné de gueules, au chef du même chargé de trois roses d'or (d'argento, alla banda ondata d'azzurro, accompagnata, in capo, da una ruota di mulino di otto raggi di nero e, in punta, da un gallo rivoltato di rosso; al capo dello stesso, caricato di tre rose d'oro) |

## R
| Stemma | Nome del comune e blasonatura |
| ------ | --- |
|        | Rebréchien D'or à la feuille de vigne versée d'azur; au chef d'azur chargé de trois pommes de pin d'or, le pédoncule vers le chef (Motto: Area Bacchi) |

| Mancano informazioni per i comuni seguenti:Ramoulu, Rozoy-le-Vieil, Rouvray-Sainte-Croix, Rouvres-Saint-Jean, Rozières-en-Beauce, Ruan |

## S
| Stemma | Nome del comune e blasonatura |
| ------ | --- |
|        | Saint-Aignan-des-Gués De sinople à la rivière en barre haussée à senestre cousue d'azur s'évasant vers la pointe, au petit pont de gueules brochant en chef et aux quatre pas de pierre d'argent formant gué en pointe (di verde, al fiume in sbarra alzata a sinistra cucita d'azzurro, svasata verso la punta, al piccolo ponte di rosso attraversante in capo e a quattro passi di pietra d'argento che formano un guado in punta) |
|        | Saint-Aignan-le-Jaillard De gueules à la bande d'or chargée de trois molettes de sable, accompagnée en chef d'une crosse épiscopale d'or et en pointe d'une fontaine d'argent (di rosso, alla banda d'oro, caricata di tre rotelle di sperone di nero, accompagnata in capo da un pastorale d'oro e in punta da una fontana d'argento) |
|        | Saint-Ay D'azur à la crosse d'or en bande, au lit de feuilles de vigne de sinople brochant, au bâton de nonne cistercienne contourné aussi d'or brochant en barre, à la grappe de raisin de gueules brochant sur le tout, au chef d'argent chargé d'une épée brisée de gueules en fasce (d'azzurro, al pastorale d'oro in banda, al letto di foglie di vite di verde attraversante, al bastone da monaca cistercense rivoltato, pure d'oro, attraversante in sbarra, al grappolo d'uva di rosso attraversante sul tutto; al capo d'argento caricato da una spada spezzata di rosso posta in fascia) |
|        | Saint-Benoît-sur-Loire D'azur à une croix d'argent chargée de cinq roses de gueules cantonnée de deux lys d'or en chef et de deux crosses d'or adossées en pointe (d'azzurro, alla croce d'argento, caricata di cinque rose di rosso, accantonata da due gigli d'oro in capo e da due pastorali d'oro addossati in punta) |
|        | Saint-Brisson-sur-Loire D'azur au chevron d'or accompagné de deux étoiles du même en chef et d'un agneau d'argent en pointe (d'azzurro, allo scaglione d'oro, accompagnato da due stelle dello stesso in capo e da un agnello d'argento in punta) |
|        | Saint-Cyr-en-Val Tranché : au premier de sinople à la hure de sanglier d'argent adextrée d'un chêne du même, au second de gueules au mortier avec son pilon enclos dans une roue dentée, le tout d'argent ; au filet ondé d'azur brochant sur le trait de la partition (trinciato: nel 1º di verde, al grugno di cinghiale d'argento, addestrato da una quercia dello stesso; nel 2º di rosso, al mortaio col pestello contenuto in una ruota dentata, il tutto d'argento; al filetto ondato d'azzurro attraversante sulla partizione) |
|        | Saint-Denis-en-Val Parti d'or et de sinople à une feuille de vigne de l'un en l'autre (partito d'oro e di verde, alla foglia di vite dell'uno all'altro) |
|        | Saint-Firmin-des-Bois Parti : au premier d'azur à la gerbe de blé d'or, au second d'argent à l'arbre arraché de gueules ; à la crosse contournée d'or brochant sur la partition (partito: nel 1º d'azzurro, al covone di grano d'oro; nel 2º d'argento, all'albero sradicato di rosso; al pastorale rivoltato d'oro attraversante sulla partizione) |
|        | Saint-Florent D'azur à une barque à une voile d'argent accompagnée de huit molettes d'éperon d'or (d'azzurro, alla barca con una vela d'argento, accompagnata da otto rotelle di sperone d'oro) |
|        | Saint-Gondon De sinople aux deux fasces d'argent chargées chacune de trois croisettes pattées de gueules (di verde, a due fasce d'argento caricate ciascuna da tre crocette patenti di rosso) |
|        | Saint-Hilaire-les-Andrésis D'azur au lion d'or, à la bordure du même chargée de neuf tourteaux de gueules (d'azzurro, al leone d'oro; alla bordura dello stesso, caricata di nove torte di rosso) |
|        | Saint-Jean-de-Braye D'azur à la porte d'enceinte fortifiée avec ses entremurs d'argent ajourés et maçonnés de sable ouverte de gueules le tout posé sur des ondes du même mouvant de la pointe ; l'ouverture chargé d'un agneau pascal la tête contournée d'argent nimbé d'or tenant une croix haute pommetée de sable à laquelle est appendue une bannière d'argent à la croisette de gueules ; la porte crénelée sommée d'un avant-bras issant d'argent tenant une épée en pal du même à la garde d'or, la pointe ferue en une couronne royale ouverte aussi d'or et accostée de deux fleurs de lys du même (d'azzurro, alla porta di una cinta muraria fortificata con gli intramurali d'argento aperti e finestrati di nero, aperta di rosso, il tutto posato su onde dello stesso moventi dalla punta; l'apertura caricata di un agnello pasquale, con la testa rivoltata d'argento, nimbata d'oro, tenente una croce alta pomata di nero, alla quale è appesa una bandiera d'argento alla crocetta di rosso; la porta merlata cimata da un avambraccio nascente d'argento, tenente una spada i palo dello stesso, con la guardia d'oro, la punta infilata in una corona reale aperta, pure d'oro, e accostata da due gigli dello stesso) |
|        | Saint-Jean-de-la-Ruelle De sinople à la cotice en barre d'argent accompagnée en chef d'une roue dentée de huit pièces du même et en pointe d'une grappe de raisin stylisée de pourpre feuillée de deux pièces d'or ; à la champagne du dernier chargée d'une devise d'azur (di verde, alla cotissa in sbarra d'argento, accompagnata in capo da una ruota dentata di otto pezzi dello stesso e in punta da un grappolo d'uva stilizzato di porpora fogliato di due pezzi d'oro; alla campagna dello stesso, caricata di una divisa d'azzurro) |
|        | Saint-Jean-le-Blanc D'azur à la fasce ondée d'argent, accompagnée en chef de deux fleurs de lis d'or surmontées d'un lambel d'argent et en pointe d'un agneau pascal la tête contournée, du même, le guidon chargé d'une croisette de gueules (d'azzurro, alla fascia ondata d'argento, accompagnata in capo da due gigli d'oro e da un lambello d'argento e in punta da un agnello pasquale con la testa rivoltata dello stesso) |
|        | Saint-Loup-de-Gonois De gueules à la tête de loup arrachée d'or, au chef du même chargé de trois coquilles du champ (di rosso, alla testa di lupo strappata d'oro; al capo dello stesso, caricato di tre conchiglie del campo) |
|        | Saint-Loup-des-Vignes D'argent aux trois grappes de raisin de gueules, au chef de sable chargé d'un loup du champ (d'argento, a tre grappoli d'uva di rosso; al capo di nero, caricato di un lupo del campo) |
|        | Saint-Martin-d'Abbat De gueules à la croix d'argent cantonnée, au I et au IV, de trois quintefeuilles d'or et, au II et au III, d'une tête de crosse contournée du même (di rosso, alla croce d'argento accantonata, nel 1º e 4º da tre cinquefoglie d'oro e, nel 2º e 3º da una testa di pastorale rivoltata dello stesso) |
|        | Saint-Maurice-sur-Fessard Écartelé d'hermine au chef de gueules et d'azur fretté d'argent (inquartato d'armellino, al capo di rosso, e d'azzurro, cancellato d'argento) |
|        | Saint-Père-sur-Loire D'azur à une chaîne posée en pal, accostée de deux faucons affrontés perchés chacun sur une ancre de marine, le tout d'or (d'azzurro, alla catena posta in palo, accostata da due falconi affrontati posanti ciascuno su un'ancora di marina, il tutto d'oro) |
|        | Saint-Sigismond De sinople à la barre d'or chargée de cinq roses de gueules, accompagnée d'une croix ancrée aussi d'or en chef et d'une margelle de puits du même maçonnée de sable, en pointe (di verde, alla sbarra d'oro caricata di cinque rose di rosso, accompagnata da una croce ancorata, pure d'oro, in capo e da un puteale di pozzo dello stesso, murato di nero, in punta) |
|        | Sandillon De sinople aux deux trèfles d'argent en chef, à la fleur de lys d'or en abîme, à la champagne ondée aussi d'argent (di verde, a due trifogli d'argento in capo, al giglio d'oro in cuore; alla campagna ondata pure d'argento) |
|        | La Selle-en-Hermoy Fascé contre-bretessé d'or et d'azur de quatre pièces aux trois étoiles de six rais de gueules rangées en chef (fasciato contromerlato d'oro e d'azzurro di quattro pezzi, a tre stelle di sei raggi di rosso ordinate in capo) |
|        | La Selle-sur-le-Bied Coupé : au premier parti au I d'azur au lion couronné d'or et au II écartelé au 1 et au 4 bandé de gueules et d'or, au 2 et au 3 coupé de gueules et d'argent au lion brochant de l'un en l'autre, au second d'azur fretté d'or ; sur le tout de sable au croissant d'or, accompagné de trois roses du même (troncato: nel 1º partito: in I d'azzurro, al leone coronato d'oro e in II inquartato: nel 1º e 4º bandati di rosso e d'oro, nel 2º e 3º troncto di rosso e d'argento, al leone attraversante dell'uno all'altro; nel 2º d'azzurro cancellato d'oro; sul tutto di nero, al crescente d'oro, accompagnato da tre rose dello stesso) |
|        | Semoy De sinople au chevron d'argent accompagné de trois fleurs de lys d'or ; au chef coupé au 1) de gueules chargé de l'inscription "SEMOY" en lettres capitales d'or, et au 2) d'argent à quatre grappes de raisin de gueules rangées en fasce et posées deux à deux en chevron (di verde, allo scaglione d'argento, accompagnato da tre gigli d'oro; al capo troncato: nel 1º di rosso, caricato dalla iscrizione SEMOY in lettere maiuscole d'oro; nel 2º d'argento, a quattro grappoli d'uva di rosso ordinati in fascia e posti due a due in scaglione) |
|        | Sully-sur-Loire D'azur semé de molettes d'éperon d'or au lion du même brochant sur le tout (d'azzurro seminato di rotelle di sperone d'oro, al leone dello stesso attraversante) |
|        | Sury-aux-Bois Gironné d'argent et d'azur, chaque giron d'azur chargé d'une fleur de lys aussi d'argent (gheronato d'argento e d'azzurro, ogni gherone d'azzurro caricato di un giglio pure d'argento) |

| Mancano informazioni per i comuni seguenti: Saint-Denis-de-l'Hôtel, Sainte-Geneviève-des-Bois, Saint-Firmin-sur-Loire, Saint-Germain-des-Prés, Saint-Hilaire-Saint-Mesmin, Saint-Hilaire-sur-Puiseaux, Saint-Lyé-la-Forêt, Saint-Martin-sur-Ocre, Saint-Maurice-sur-Aveyron, Saint-Michel, Saint-Péravy-la-Colombe, Saint-Pryvé-Saint-Mesmin, Santeau, Saran, Sceaux-du-Gâtinais, Seichebrières, Sennely, Sermaises, Sigloy, Solterre, Sougy, Sully-la-Chapelle |

## T
| Stemma | Nome del comune e blasonatura |
| ------ | --- |
|        | Tigy D'azur au chevron d'or, accompagné en pointe d'une fleur de lys du même et en chef de deux roses d'argent (d'azzurro, allo scaglione d'oro, accompagnato in punta da un giglio dello stesso e in capo da due rose d'argento) |
|        | Traînou D'azur au chevron d'or accompagné de trois maisons en pignon d'argent maçonnées et ouvertes de sable (d'azzurro, allo scaglione d'oro, accompagnato da tre case di muro scanalato d'argento, murate e aperte di nero) |
|        | Triguères D'azur à la divise ondée d'argent accompagnée, en chef à dextre, d'une croisette ancrée du même, à senestre, du buste de Sainte-Alpais diadémée portant une houlette contournée en barre, le tout d'or, et, en pointe, d'une roue de moulin de huit rayons aussi d'argent (d'azzurro, alla divisa ondata d'argento, accompagnata, in capo a destra, da una crocetta ancorata dello stesso, a sinistra dal busto di santa Alpaide diademata e tenente un bastone da pastore rivoltato in sbarra, il tutto d'oro, e, in punta, da una ruota di mulino di otto raggi pure d'argento) |

| Mancano informazioni per i seguenti comuni: Tavers, Thignonville, Thimory, Thorailles, Thou, Tivernon, Tournoisis, Treilles-en-Gâtinais, Trinay |

## V
| Stemma | Nome del comune e blasonatura |
| ------ | --- |
|        | Vennecy D'or au sautoir de sinople accosté de deux feuilles de chêne du même (d'oro, alla croce di Sant'Andrea di verde, accostata da due foglie di quercia dello stesso) |
|        | Viglain D'azur au chevron d'or accompagné en pointe d'un lion du même, au chef d'argent chargé de trois merlettes de sable (d'azzurro, allo scaglione d'oro, accompagnato in punta da un leone dello stesso; al capo d'argento, caricato di tre merlotti di nero)                                                    |
|        | Villemandeur Parti d'argent et d'azur au chevron brochant d'or chargé d'une croisette tréflée de gueules (partito d'argento e d'azzurro, allo scaglione d'oro attraversante, caricato di una crocetta trifogliata di rosso)                                                                                          |
|        | Villemurlin D'argent à la fasce de gueules accompagnée en chef de trois mouchetures d'hermine de sable et en pointe de deux clefs du même passées en sautoir (d'argento, alla fascia di rosso, accompagnata in capo da tre moscature d'armellino di nero e, in punta, da due chiavi dello stesso passate in decusse) |
|        | Villereau Ecartelé au premier et au quatrième d'or à une senestre de gueules, au second et au troisième de gueules à une molette d'or (inquartato: il 1º e il 4º d'oro alla mano sinistra di rosso, il 2º e il 3º di rosso alla rotella di sperone d'oro)                                                            |
|        | Vitry-aux-Loges D'or à la loge forestière de gueules soutenue de deux branches de chêne de sinople, les pointes passées en sautoir (d'oro, alla capanna da guardiaboschi di rosso, sostenuta da due rami di quercia di verde, con le estremità passate in decusse)                                                   |

| Mancano informazioni per i seguenti comuni: Vannes-sur-Cosson, Varennes-Changy, Vieilles-Maisons-sur-Joudry, Vienne-en-Val, Villamblain, Villemoutiers, Villeneuve-sur-Conie, Villevoques, Villorceau, Vimory, Vrigny |

## Y
| Stemma | Nome del comune e blasonatura |
| ------ | ----------------------------- |

| Mancano informazioni per i seguenti comuni: Yèvre-la-Ville |